# Una sola possibilità
Una sola possibilità (One Shot) è un film di produzione statunitense-britannico del 2021 diretto da James Nunn.

## Trama
Una squadra d'élite di Navy SEAL, impegnata in una missione segreta per trasportare un prigioniero fuori da un'isola-prigione segreta della CIA, rimane intrappolata quando gli insorti attaccano mentre cercano di salvare lo stesso prigioniero.

## Distribuzione
La Screen Media Films ha acquisito i diritti di distribuzione nordamericana del film nell'agosto 2021. Il film è uscito nelle sale e in VOD il 5 novembre 2021.